# Anette Bjärlestam
Gun Anette Bjärlestam, tidigare Karlsson, född 17 oktober 1967 i Malmö, är en svensk skådespelare.

## Biografi
Bjärlestam började spela skolteater i uppväxtstaden Malmö, men det riktiga teaterintresset tog fart när hon spelade på Studioteatern. 1991 utexaminerades hon från  Teaterhögskolan i Stockholm. Sin första stora TV-roll fick hon i TV-serien Macklean (1993). Hon är dock mest känd för rollen som den kriminella Janet i TV-såpan Tre Kronor. Hon hade tidigare i samma serie även en gästroll som journalist Annika von Poppen.
Utöver detta har hon deltagit som farsskådespelare hos Thomas Pettersson i Halmstad; bland annat Semestercharmören, Hotelliggaren och Bäddat för sex. Hon har spelat nyårsrevy hemma i Malmö och gjort dramatiska roller i William Shakespeares En midsommarnattsdröm och Som ni vill ha det.

## Filmografi
- 1987 – Sanning och konsekvens
- 1990 – Revisorn
- 1993 – Macklean (TV-serie)
- 1994 – Änkeman Jarl
- 1994 – Döda danskar räknas inte (TV-serie)
- 1994 – Tre Kronor (TV-serie)
- 1994 – Good Night Irene
- 1997 – Tartuffe - hycklaren
- 1999 – Bäddat för sex
- 2009 – Wallander – Prästen

## Teater

### Roller (ej komplett)
| År   | Roll           | Produktion                                     | Regi           | Teater            |
| ---- | -------------- | ---------------------------------------------- | -------------- | ----------------- |
| 1990 |                | Revisorn (Ревизо́р, Revizór) Nikolaj Gogol      | Ragnar Lyth    | Boulevardteatern  |
| 2000 | Viveka Broberg | Inte nu, älskling! Ray Cooney och John Chapman | Anders Albien  | Halmstads Teater  |
| 2006 |                | Asiat i spa't Anders Albien                    | Anders Albien  | Halmstads Teater  |
| 2014 |                | Malmö for the fittest Cristina Gottfridsson    | Anette Norberg | Malmö Stadsteater |

### Fotnoter
1. ↑  Sveriges befolkning
1990:
Bjärlestam, Gun Anette
2. 1 2  ”Anette Bjärlestam”. Svensk Filmdatabas. http://sfi.se/sv/svensk-filmdatabas/Item/?type=PERSON&itemid=115171&ref=%2ftemplates%2fSwedishFilmSearchResult.aspx%3fid%3d1225%26epslanguage%3dsv%26searchword%3dAnette+Bj%C3%A4rlestam%26type%3dPerson%26match%3dBegin%26page%3d1%26prom%3dFalse. Läst 14 oktober 2012.
3. ↑  ”Avgångsklassen 1991”. Stockholms dramatiska högskola. http://www.stdh.se/vara-studenter/skadespeleri/tidigare-studenter/studenter-1990-1999/avgangsklassen-1991. Läst 24 maj 2013.
4. ↑  ”Annika Bjärlestam”. IMDb.com. http://www.imdb.com/name/nm0084899/. Läst 14 oktober 2012.
5. ↑  ”Anette Bjärlestam”. Malmö Stadsteater. Arkiverad från originalet den 17 maj 2019. https://web.archive.org/web/20190517114634/https://www.malmostadsteater.se/artist/anette-bjarlestam. Läst 17 maj 2019.
6. ↑  Tove Ellefsen (26 februari 1990). ”Skamlöst med lust”. Dagens Nyheter:  s. 20. https://arkivet.dn.se/tidning/1990-02-26/55/20. Läst 11 maj 2024.
7. ↑  Christer Nilsson (27 januari 2001). ”Äkta män får på pälsen”. Kristianstadsbladet. http://www.kristianstadsbladet.se/noje/akta-man-far-pa-palsen/. Läst 28 juni 2015.